# (4807) Noboru
(4807) Noboru es un asteroide perteneciente al cinturón de asteroides, descubierto el 10 de enero de 1991 por Takao Kobayashi desde el Observatorio de Ōizumi, Ōizumi, Japón.

## Designación y nombre
Designado provisionalmente como 1991 AO. Fue nombrado Noboru en honor a Noboru Yamada uno de los más grandes alpinistas japoneses que tenía la intención de subir todos los picos de más de 8000 metros y consiguió escalar nueve de ellos en doce expediciones.

## Características orbitales
Noboru está situado a una distancia media del Sol de 2,327 ua, pudiendo alejarse hasta 2,820 ua y acercarse hasta 1,835 ua. Su excentricidad es 0,211 y la inclinación orbital 0,490 grados. Emplea 1297 días en completar una órbita alrededor del Sol.

## Características físicas
La magnitud absoluta de Noboru es 13,6. Tiene 4,682 km de diámetro y su albedo se estima en 0,321.